# Williamston (North Carolina)
Williamston is een plaats (town) in de Amerikaanse staat North Carolina, en valt bestuurlijk gezien onder Martin County.

## Demografie
Bij de volkstelling in 2000 werd het aantal inwoners vastgesteld op 5843.
In 2006 is het aantal inwoners door het United States Census Bureau geschat op 5583, een daling van 260 (-4,4%).

## Geografie
Volgens het United States Census Bureau beslaat de plaats een oppervlakte van
9,6 km², geheel bestaande uit land. Williamston ligt op ongeveer 16 m boven zeeniveau.

## Plaatsen in de nabije omgeving
De onderstaande figuur toont nabijgelegen plaatsen in een straal van 20 km rond Williamston.